# Циолек, Влодзимеж
Влодзимеж Циолек (пол. Włodzimierz Ciołek; род. 24 марта 1956, Валбжих, Польша) — польский футболист, нападающий.

## Карьера
Играл за польские «Гурник (Валбжих)» и «Сталь (Мелец)» и за швейцарский «Гренхен».
За сборную Польши Циолек провёл 29 матчей и забил четыре гола. В состав сборной попал на чемпионат мира 1982 года, где Польша заняла третье место. На том «мундиале» Влодзимеж забил гол в ворота сборной Перу.
В настоящее время Циолек тренирует юниорскую группу в футбольном клубе «Гурник» (Валбжих).

## Достижения

### Командные
«Сталь»
- Бронзовый призёр Чемпионата Польши: 1978/79

Сборная Польши
- Бронзовый призёр чемпионата мира: 1982

### Индивидуальные
- Лучший бомбардир чемпионата Польши по футболу: 1983/84